# Viola ermenekensis
Viola ermenekensis är en violväxtart som beskrevs av Yild. och Dinç. Viola ermenekensis ingår i släktet violer, och familjen violväxter. Inga underarter finns listade i Catalogue of Life.